# Крекінг-установка в Шоколейт-Байу (LyondellBasell)
Крекінг-установка в Шоколейт-Байу (LyondellBasell) — колишнє підприємство нафтохімічної промисловості, котре знаходилось за два десятки кілометрів на південь від Х'юстона.
У 1980-му компанія Conoco ввела в експлуатацію поблизу Х'юстона установку парового крекінгу (піролізу) вуглеводневої сировини, котра розташовувалась в долині струмка Шоколейт-Байу (річечка, що впадає у Шоколейт-Бей — частину бухти Вест-Бей затоки Галверстон). Невдовзі цей актив перейшов під контроль корпорації DuPont, яка вже за кілька років продала його групі фінансових інвесторів, котрі, в свою чергу, у 1988 році поступились ним на користь компанії Occidental. З 1997-го це виробництво стало працювати на Equistar Chemicals, сформовану Occidental, Millennium Chemicals та LyondellBasell. За кілька років остання викупила частки партнерів, а у 2009-му потрапила під процедуру банкрутства. Того ж року крекінг-установку в Шоколейт-Байу зупинили, причому її робота так і не відновилась навіть після виходу компанії із зазначеної процедури.
Установка розраховувалась на переробку важкої (як для нафтохімії) сировини — в середині 1990-х її сировинна суміш складалась з газового бензину (75 %) та ще більш важкого газойлю (25 %), а наступного десятиліття рахувалось, що всі 100 % сировини становить газовий бензин. Річна потужність установки становила 544 тисячі тонн етилену та 330 тисяч тон пропілену. Крім того, випускалось 60 тисяч тонн бутадієну та 300 тисяч тонн бензолу.